# Història del metro de Barcelona

Mapa del metro de Barcelona.

La història del metro de Barcelona té el seu origen en la inauguració del Ferrocarril de Barcelona a Sarrià (actual línia Barcelona-Vallès) l'any 1863, que l'any 1929 es va soterrar, els projectes del Ferrocarril Metropolità Nord-Sud i del Ferrocarril Subterrani SO-NE, que van ser l'embrió del Gran Metro i del Metro Transversal, inaugurats respectivament els anys 1924 i 1926 per les companyies Gran Metropolità de Barcelona i Ferrocarril Metropolità de Barcelona.
El creixement de la xarxa ha estat progressiu amb l'augment del nombre de línies de dues a onze i el perllongament d'aquestes. Durant l'etapa compresa pels anys 1935 i 1950, el creixement del metro es va paralitzar a causa de la Guerra Civil i la Postguerra. A mitjans de l'última dècada, els projectes van ser endarrerits i revisats a causa de l'Esfondrament del Carmel l'any 2005.
Algunes de les millores més importants dels darrers anys són la millora de l'accessibilitat del metropolità arran de les lleis i els codis aprovats per la Generalitat de Catalunya i l'automatització d'algunes línies.

## Antecedents

Ferrocarril Metropolità Nord-Sud de Barcelona.

Durant el segle xix, la població de Barcelona es va quintuplicar arribant als 544.137 habitants l'any 1900 a causa de la industrialització. L'any 1863 es va inaugurar el Ferrocarril de Barcelona a Sarrià (actualment Línia Barcelona-Vallès) i el 1872 la primera línia de tramvies amb tracció animal, des del Pla de la Boqueria a la Vila de Gràcia. Mentrestant, l'any 1863 s'inaugurava la primera línia del metro de Londres que funcionava amb trens de vapor i a Lichterfeld (Alemanya) l'any 1881 apareixia el primer ferrocarril elèctric de servei públic.
El 1900 el tràfic rodat havia augmentat considerablement i les principals vies s'anaven embussant. Pau Muller i Gonçal Zaragoza van sol·licitar l'any 1907 la concessió d'un ferrocarril subterrani a Barcelona, anomenat Ferrocarril Metropolità Nord-Sud de Barcelona, per unir el Parc de la Ciutadella amb la Bonanova, passant subterràniament a través del passeig de Colom, la Rambla, plaça de Catalunya, passeig de Gràcia, carrer Gran de Gràcia, plaça de Lesseps, la muntanya del Putxet i el passeig de Sant Gervasi. Tot i l'interès, tant per tècnics i autoritats municipals, els autors del projecte no van trobar el finançament necessari per dur-lo a terme i van transferir tots els drets de la concessió al Banco de Vizcaya.
També hi havia la necessitat d'unir les diferents estacions terminals de ferrocarril que hi havia a principis del segle xx a Barcelona, el projecte denominat oficialment Ferrocarril Subterráneo SO-NE de Barcelona, Sans-San Martín, Enlaces y Estaciones Centrales, volia unir així la Bordeta, km 99,530 de la línia de Barcelona a Tarragona, i transcorreria per sota del carrer de Sants fins a la plaça d'Espanya, on enllaçaria amb el NEE, i després per la Gran Via de les Corts Catalanes fins a la plaça de la Universitat on es bifurcaria, un ramal per la ronda de la Universitat i un altre pel carrer de Pelai (enllaçant amb FSB) i carrer de Fontanella, i es tornarien a enllaçar a la plaça d'Urquinaona. Després circularia per la ronda de Sant Pere, avinguda de Vilanova, el patí de maniobres de l'Estació del Nord (enllaçant amb Nord i MZA) i posteriorment en superfície per la riera de Bogatell fins a l'estació de mercaderies de Bogatell i finalitzant el recorregut a l'estació de Poble Nou de MZA (línia de Mataró).
Tot i que el projecte va ser presentat al govern de Madrid el 1912 i exposat a informació pública el 1913, va quedar paralitzat el 1914 per la Primera Guerra Mundial, després de la Guerra el senyor Reyes iniciava contactes financers per iniciar les obres i finalment un grup d'empresaris catalans i bascos es van decidir tirar endavant el projecte.

## Companyies
El 1920 el Banco de Vizcaya va decidir reprendre el projecte pel progressiu augment del tràfic de la xarxa de tramvies, la inauguració del metro de Madrid i l'interés generat per la construcció del Metro Transerval. Per Reial Ordre de 12 de febrer de 1921 s'atorgava a aquest banc la concessió del ferrocarril elèctric subterrani per a 99 anys. Per coordinar la gestió de la línia i ampliar el finançament Banco de Vizcaya es va associar a altres empreses de transport públic de Barcelona i es va constituir una societat denominada Gran Metropolità de Barcelona S.A. (GMB).
El 1920 es constituïa la societat Ferrocarril Metropolità de Barcelona S.A. (FMB) i el projecte era aprovat pel Consell d'Obres Públiques el 1922. Donat les fortes inversions requerides es va decidir augmentar el capital social mitjançant l'emissió de 19.600 accions, part de les quals l'Ajuntament de Barcelona va adquirir, ja que per les característiques urbanes d'aquest ferrocarril, aquest podria tenir un paper important en el desenvolupament de la ciutat.

## Gran Metro

El recorregut del Gran Metro (L3 i L4) el 1946.

Al cap de poc d'iniciar-se les obres per part del Gran Metropolità de Barcelona al juliol de l'any 1921, la societat GMB va presentar un projecte de modificació del traçat modificant els dos extrems de la línia i que va ser aprovat per la Divisó de Ferrocarrils el 1922. Per un extrem se situava l'estació terminal a la plaça de Lesseps, en comptes de al passeig de Sant Gervasi, ja que els darrers anys s'havien construït diverses línies de tramvies a la zona i GMB volia sol·licitar la concessió d'una nova línia que passaria per la zona. A l'altre extrem modificava el projecte inicial per la construcció d'una nova línia que s'iniciés a passeig de Gràcia fins al Portal de Mar, ja que la construcció dels túnels al llarg del passeig de Colom es veia complicada perquè el subsòl està format per blocs de pedra de l'antiga escullera i podria causar filtracions d'aigua. El traçat d'aquesta es preveia per la ronda de Sant Pere i Via Laietana. A Laietana aprofitaria els túnels ja existents que va construir l'Ajuntament de Barcelona el 1908 durant el Pla de Reforma de la Ciutat i que encara no s'havien utilitzat. GMB va adquirir els túnels per 800.000 pessetes, a més havia de pagar a l'Ajuntament un cànon anual de 45.000 pessetes i una participació de l'explotació de la línia.
Amb la modificació es passava de tenir una línia a dues en forma de Y i un tram comú, anomenades línia I de Lesseps a Liceu i línia II des d'Aragó (ara Psg. de Gràcia) a Correus.
Les obres es feren de forma subterrània a l'Eixample i Gràcia per no afectar col·lectors i la rasa del carrer d'Aragó de la línia de Barcelona a Tarragona de MZA, mentre que a Ciutat Vella es van fer a cel obert a causa d'aigües subàlvies.
La inauguració del primer ferrocarril metropolità de la ciutat es va produir el 30 de desembre de 1924, presidida per l'infant Ferran de Baviera, en representació del rei Alfons XIII. Es va obrir el tram entre Catalunya i Lesseps de la línia I, ja que el tram de Liceu estava més endarrerit. Tenia una longitud de 2.741 metres amb quatre estacions: Lesseps, Diagonal, Aragó (ara Passeig de Gràcia) i Catalunya, amb ascensors a Lesseps i Fontana, aquesta última oberta posteriorment l'1 de maig de 1925 i l'ampliació fins a Liceu el 5 de juliol.
La línia II anava força endarrerida per l'abundància d'aigües subterrànies i per la construcció de l'estació de Jaume I, ja que l'Ajuntament de Barcelona no permetia parar la circulació de Via Laietana. El primer tram d'aquesta línia es va inaugurar el 19 de desembre de 1926, entre Aragó (ara Passeig de Gràcia) i Jaume I, amb una tercera estació a Urquinaona. El perllongament de la línia II fins a Correus es va inaugurar el 20 de febrer de 1934, tram en via única que després es desdoblaria a la dècada de 1940 i es modernitzarien els ascensors d'Urquinaona i Fontana, a més també es perllongaria la línia I l'any 1946 des de Liceu fins a Ferran (Fernando).
Hi havia un pas a desnivell que evitava l'encreuament a nivell de la via Aragó - Urquinaona descendent amb la via Catalunya - Aragó ascendent; aquesta estructura facilitava la circulació alternada de combois de les dues línies, Lesseps - Liceu (després Ferran) i Lesseps - Jaume I (després Correus). Quan es va crear la línia IV, aquesta instal·lació va ser aprofitada parcialment; encara avui (2014) són perceptibles els diferents canvis de rasant entre les dues vies, ascendent i descendent, tant al túnel que va de Catalunya a Passeig de Gràcia com del que va d'Urquinaona a Passeig de Gràcia.
A finals d'aquesta dècada no es van poder realitzar tres projectes per diverses raons:
- Prolongació de la línia II des de Correus fins a l'Estació de França.
- Prolongació de la línia I des de Lesseps fins al carrer de Pàdua (rebutjat pel Ministeri d'Obres Públiques).
- Construcció d'una nova estació, Travessera, entre Fontana i Diagonal (es va apropar pel MOP i es va expropiar la finca, però l'expedient es va allargar massa).

El 30 d'octubre de 1952 el Ple de l'Ajuntament de Barcelona va aprovar un acord on es preveia la municipalització de totes les empreses de transport públic de la ciutat. El 31 de desembre de 1954 va adquirir el paquet d'accions de control i la majoria del capital social de la societat GMB. Una de les millores més importants va ser la construcció d'una galeria de connexió de les andanes de les estacions de Catalunya del Gran Metro i el Metro Transversal. Després de la fusió, les línies I i II del GMB (tota la Y) van passar a denominar-se línia III.

## Metro Transversal

Esquema cronològic de la línia 1.

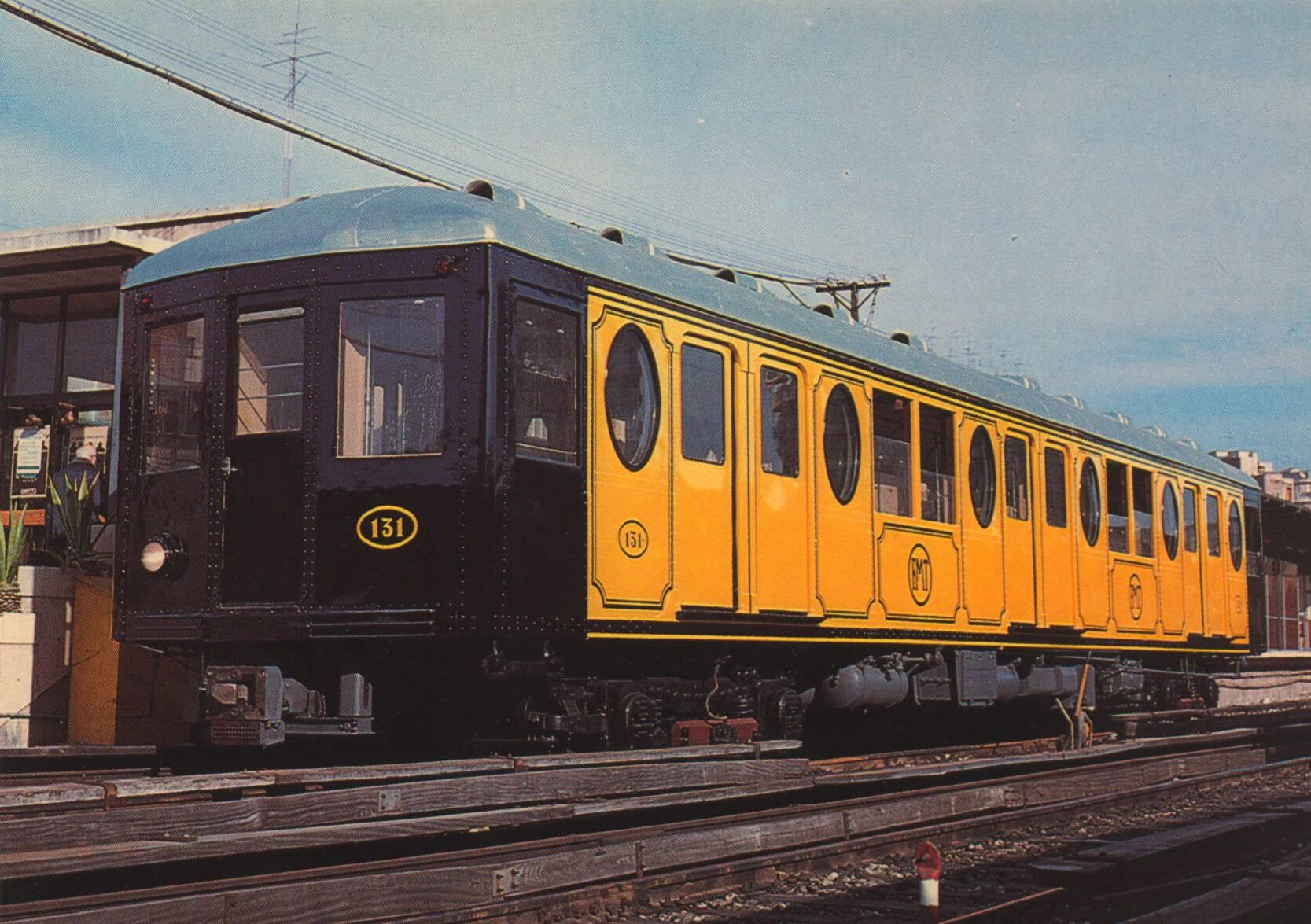
Unitat històrica sèrie 100 que circulà al Tranversal.

Per Reial Ordre l'any 1922 es va permetre l'execució del projecte definit com a ferrocarril subterrani de tracció elèctrica i transversal entre les línies de Barcelona a Tarragona i de Barcelona a França. Les obres van començar el 5 de febrer de 1923 i eren força laborioses, ja que es duien a terme sota carrers amb molt trànsit.
La inauguració oficial del primer tram (Bordeta-Catalunya) va ser el 10 de juny de 1926, ja batejat com Metro Transversal per diferenciar-lo del Gran Metro. Tenia 4.063 metres de longitud i nou estacions: Bordeta, Mercat Nou, Sants (ara Plaça de Sants), Hostafrancs, Espanya, Rocafort, Urgell, Universitat i Catalunya. L'estació d'Espanya en aquell moment va ser l'estació amb la volta més gran del món (27 metres).
Ferrocarril Metropolità de Barcelona propietari i constructor de la línia inicialment va delegar a Tramvies de Barcelona el transport de viatgers, és a dir era l'operador de la línia, però posteriorment se'n va fer càrrec directament.
L'1 de juliol de 1932 es va produir la segona ampliació del Metro Transversal, per una banda des de Bordeta a Bordeta Cotxeres (posteriorment reanomenada Santa Eulàlia) i per l'altra de Catalunya a Urquinaona i Triumfo Norte (Arc de Triomf). El perllongament a Arc de Triomf facilitava l'accés al centre de la població als passatgers dels trens que fins llavors acabaven a l'estació ferroviària de l'Estació del Nord, ja que aquest perllongament dut a terme entre la col·laboració del Ferrocarril Metropolità de Barcelona i Nord permetia fer arribar a través de quatre vies trens a la plaça de Catalunya, tant del metro (vies laterals) com trens (vies centrals) de les línies de Barcelona a Manresa i de Sant Joan de les Abadesses.
Un any més tard s'ampliava des d'Arc de Triomf a Marina, a partir d'aquí el Metro Transversal se separa de les línies de la companyia Nord amb previsió del projecte d'enllaços ferroviaris que s'estava realitzant per arribar amb menys temps a la plaça de les Glòries Catalanes i enllaçar després a la Sagrera amb les línies de MZA.
Al maig de 1953 es perllongava la línia fins a l'estació de Navas, al gener i maig del 1954 es completava els perllongaments del Metro Transversal arribant a les estacions de la Sagrera i Fabra i Puig, on enllaça amb l'estació de Sant Andreu Arenal de RENFE.

## Projectes del GMB i FMB
GMB també projectava la construcció de tres línies a més de la línia I i II (Lesseps-Ferran/Correus):
- Línia III: Cap al nord, des de Lesseps a Sant Gervasi, Vallcarca i Horta amb una longitud de 4.917 metres.
- Línia IV: Línia de circumval·lació des de Lesseps a Sarrià, les Corts, Sants, Hostafrancs, el Poble-sec, la Rambla, per l'avinguda de la Catedral cap al Parc de la Ciutadella i l'Estació de França, on ennlaçaria amb la línia II.
- Línia V: Des de l'Estació de França cap al passeig de Colom, la Porta de la Pau i la Rambla de Santa Mònica fins a Liceu, on enllaçaria amb la línia I i IV.

FMB havia sol·licitat la concessió de fins a set línies més:
- Línia de Lesseps: Unió de FMB amb FSB, conversió d'aquest en ferrocarril subterrani via Rambla de Catalunya.
- Línia de la Ronda: Enllaçaria plaça Espanya amb Universitat per l'avinguda del Paral·lel i les rondes de Sant Pau i Sant Antoni.
- Línia de la plaça Tetuan: des d'Universitat fins a Tetuan.
- Línia de Sant Andreu: Unió de Tetuan amb el Clot, la Sagrera i Sant Andreu, al llarg de la Gran Via i la carretera de Ribes.
- Línia del Poble Nou: Uniria Gràcia i Sant Martí de Provençals per la travessera de Gràcia, passeig de Sant Joan, carrer de Pujadas i carrer de Pere IV.
- Línia de Can Tunis.
- Línia del Prat de Llobregat: des de plaça d'Espanya per la Gran Via fins al Prat.

## Fre del creixement
Durant l'etapa compresa pels anys 1935 i 1950 el creixement del metro es paralitzaria a causa de l'esclat de la Guerra Civil i la Postguerra i es limitaria a la construcció de túnels de connexió entre línies, utilitzats com a dipòsits de material bèl·lic o com a refugis antiaeris per protegir la població civil dels intensos bombardejos que patia Barcelona.
Durant la postguerra el govern espanyol va susprendre les concessions de ferrocarril i es va dur a terme un procés de nacionalització per part del Govern d'Espanya que l'any 1941 va posar en vigor la llei de "Bases d'Ordenació Ferroviària i dels Tranports per Carretera" que feia efectiva l'1 de febrer la nacionalització i agrupació de totes les línies ferroviàries d'ample ibèric, afectant automàticament al Metro Transversal (L1) del Ferrocarril Metropolità de Barcelona per ser d'aquest ample ferroviari. La L1 va dependre de Red Nacional de los Ferrocarriles Españoles (RENFE) fins al 24 de setembre de 1943 quan va passar de nou a mans de FMB arran dels recursos que havia presentat la companyia del metropolità.

## Municipalització i fusió
L'octubre de 1952 el Ple de l'Ajuntament de Barcelona va aprovar un acord on es preveia la municipalització de totes les empreses de transport públic de la ciutat, afectant el Ferrocarril Metropolità de Barcelona, el Gran Metropolità de Barcelona i Tramvies de Barcelona. L'any 1955 els propietaris del Gran Metropolità de Barcelona i Tramvies de Barcelona van firmar l'acord de l'adquisició de les accions per part l'Ajuntament.
Pel que fa a la municipalització el 1958 l'Ajuntament va acabar de comprar el Ferrocarril Metropolità de Barcelona, hi va participar des de la seva constitució i el 1928 en controlava bona part. Tres anys més tard, el 1961 el Gran Metropolità va ser absorbit per FMB, creant Ferrocarril Metropolità de Barcelona SA/SPM.
Una de les millores més importants de la fusió va ser la construcció d'una galeria de connexió de les andanes de les estacions de Catalunya del Gran Metro i el Metro Transversal. Després de la fusió, les línies I i II del GMB (tota la Y) van passar a denominar-se línia III.

## Finançament i ressorgiment

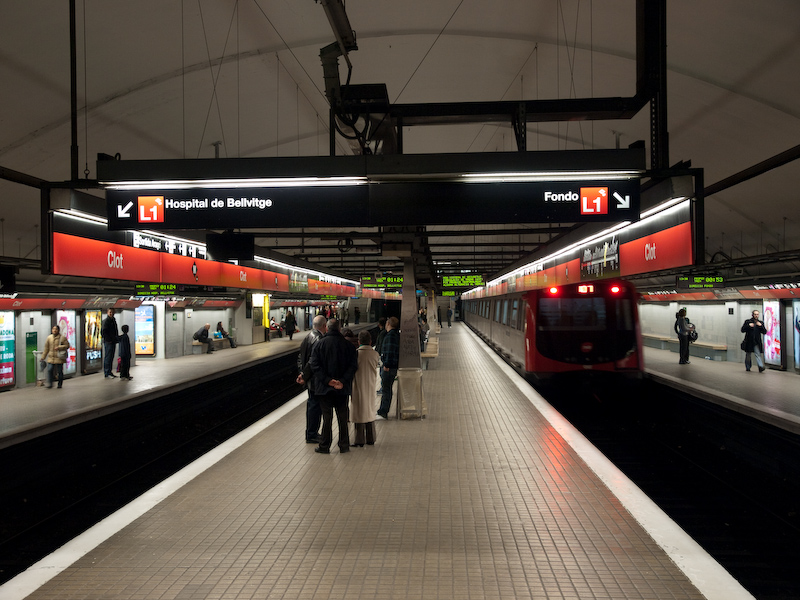
L'estació de Clot.

El 1952 es va aprovar un ordre ministerial que determinava que el Govern d'Espanya era el responsable de les obres d'infraestructura de les línies metropolitanes i el 1957 que a més l'Ajuntament ho era de les obres de superestructura i que a més es determina l'elaboració d'un pla per ordre de la Direcció General dels Ferrocarrils.
És així com comencen aparèixer els Plans de Metros de la Coordinadora del Transport de Barcelona, proposant diferents perllongaments i noves línies, que anirien variant en cada nou pla. El primer fou el Pla d'Urgència de 1963, modificat el 1971 per ampliar el radi a altres poblacions.
Passada la postguerra ressorgeix el creixement del metro i es posa en marxa l'ampliació del Metro Transversal, el 1951 de Marina al Clot, 1953 a Navas, el 1954 a la Sagrera i Fabra i Puig, i es van reformar algunes estacions. El 1959 va entrar en servei una nova línia del Ferrocarril Metropolità de Barcelona, la línia II, entre la Sagrera i Vilapicina i ampliat el 1967 fins a Horta.

## Expansió

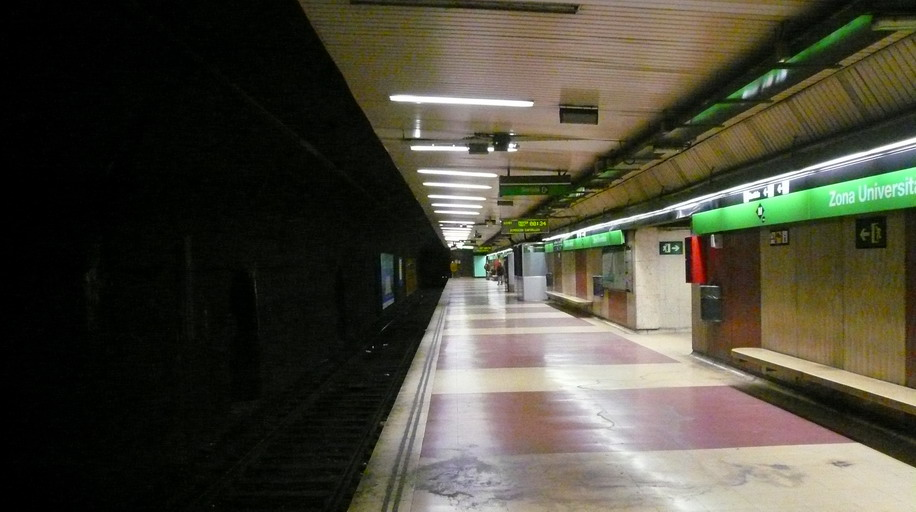
Andana de l'estació de Zona Universitària.

Durant l'etapa compresa entre els anys 1968 i 1974 el metro creix en direcció al Besòs. L'any 1968 la línia 1 es perllonga, des de Fabra i Puig a Sant Andreu i Torras i Bages, i la línia 3 s'amplia des de Liceu a Drassanes. La L3 el 1970 es tornava a perllongar pel mateix costat fins a Pueblo Seco, que actualment es denomina Paral·lel.
El 1969 es va inaugurar el Transversal Alt o línia Sagrera - Sants - Sant Ramon, actual línia 5, entre Collblanc (llavors Sant Ramon) i Diagonal amb la previsió que arribés posteriorment fins a la Sagrera on enllaçaria amb la línia I (L1) i la línia II (actual L5) del FMB. A Sants es va construir l'estació amb previsió de fer un enllaç amb la nova estació de ferrocarril de Barcelona-Sants prevista al Pla d'Enllaços Ferroviaris. Un any més tard es posava en funcionament el tram entre Verdaguer (llavors General Mola) i Camp de l'Arpa, arribant fins a la Sagrera. I el 1973 des de Collblanc a Pubilla Cases. A la vegada que absorbia la línia II, passant a formar part de la L5.
El 20 de març de 1972 es va tancar al públic permanentment l'estació de Correus i des del 4 d'abril temporalment el tram Urquinaona i Jaume I de la línia 3, l'antic Gran Metro. El 1973 es reobriria el tram tancat, ja acondicionat i habilitat per esdevenir la línia 4, amb un perllongament des d'Urquinaona a Gran Vía a Joanic. Un any més tard s'obriria el tram Joanic-Guinardó amb una estació intermèdia, Alfons X.
Entre 1975 i 1977 el ritme d'inauguracions s'intensifica. L'any 1975 es va obrir l'anomenada línia III-B o línia 3-B, que el 1983 s'unificaria amb la resta de la línia, connectant l'estació de Paral·lel i Zona Universitària, el canvi de nomenclatura fou perquè s'utilitzava en aquest tram un tercer carril per alimentar els trens d'electricitat en comptes de la catenària que hi havia a la resta de la línia. Actualment, la catenària és rígida, com a tota la resta de les línies de TMB. A Paral·lel els viatgers havien de transbordar entre la línia III i la IIIB, els trens de la IIIB se situaven a les andanes que actualment utilitza la línia 2. El 20 de gener de 1975 es va obrir el tram Sants-Estació (llavors Roma Renfe) i Zona Universitària, i el 15 de juliol el segon tram entre Tarragona i Paral·lel (llavors Pueblo Seco).
El 1976 la línia 5 va arribar a Sant Ildefons des de Pubilla Cases, i es va perllongar amb una estació la línia 4 a Barceloneta, amb enllaç a l'antiga Estació de les Rodalies contigua a l'Estació de França. El 1977 la L4 es perllonga fins Selva de Mar amb cinc estacions.
Posteriorment el 1982 es va inaugurar el tram Maragall - Via Júlia (llavors Roquetes) amb tres estacions i una longitud de 3.410 metres, el primer tram de metro que inaugurava la restaurada Generalitat de Catalunya. També es va perllongar fins a la Pau, des de Selva de Mar, amb tres estacions. La línia 3 s'unificava en una sola línia des de Zona Universitària a Lesseps.

## Creixement metropolità

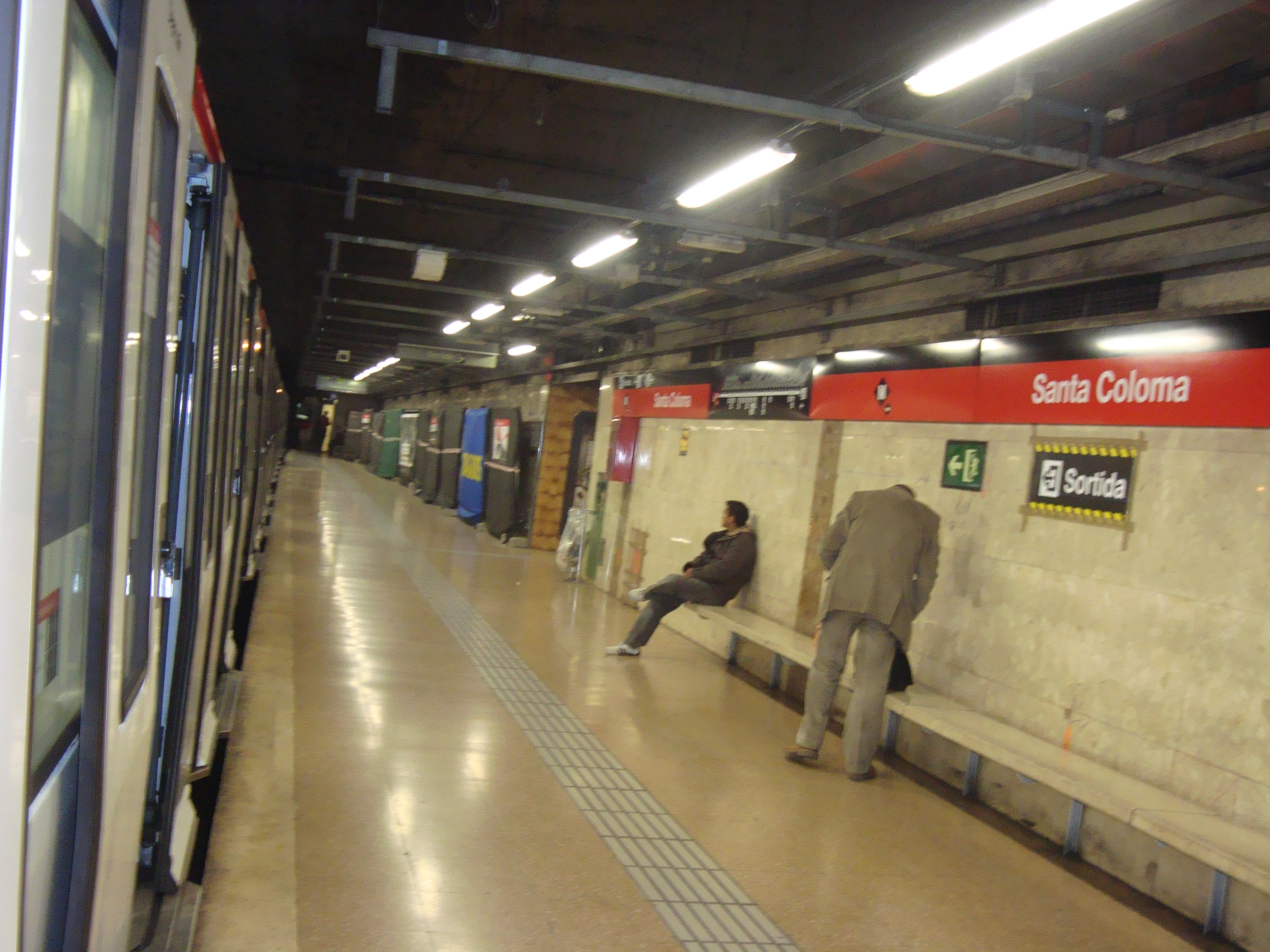
Andana de l'estació de Santa Coloma.

A partir del 1983 el creixement del metro de Barcelona es caracteritza pel seu perllongament a fora del límit municipal de la ciutat de Barcelona, tant pel costat del Besòs com Llobregat. El 1983 la línia 1 creuava el Besòs arribant a la població de Santa Coloma de Gramenet, una ampliació amb tres estacions: Trinitat Vella, Baró de Viver i Santa Coloma. El mateix any s'ampliava per l'altre costat entre Santa Eulàlia i Torrassa. El 1983 la línia 5 es perllongava entre Sant Ildefons i Cornellà.
El 1985 s'inaugurava el tram la Pau - Pep Ventura que passaria momentàniament a formar part de la línia 4. El 6 de novembre de 1985 es perllongava la línia 3 per primer cop des de la terminal històrica de Lesseps amb quatre estacions Vallcarca, Penitents, Vall d'Hebron i Montbau.
El 24 d'abril de 1987 es van obrir deu estacions a la ciutat de l'Hospitalet de Llobregat, quatre d'elles a la línia 1, ampliant la línia fins a Avinguda Carrilet, on enllaçaria amb FGC, les altres tres noves estacions eren Florida, Can Serra i Rambla Just Oliveras, en aquesta última enllaçant amb els trens de rodalia.
El 1989 es va completar el perllongament de la línia 1 per la banda del Llobregat arribant a l'estació terminal actual d'Hospital de Bellvitge. Aquest nou tram de 2,3 quilòmetres de longitud es va inaugurar el 19 d'octubre amb dues noves estacions Bellvitge i la de l'hospital anomenada Feixa Llarga. Al Besòs es completava el 1992 amb l'estació de Fondo.

## Nova línia i altres actuacions

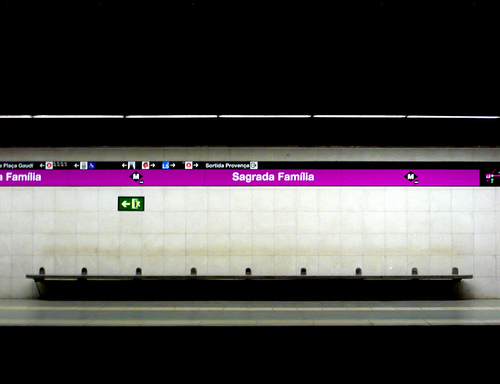
Andana de l'estació de Sagrada Família.

Entre 1995 i 1997 es va obrir una nova línia, la línia 2, un projecte antic i parcialment construït que es recuperava de cara als Jocs Olímpics de 1992. El primer tram es va inaugurar l'any 1995, primer al setembre 6 estacions entre Sant Antoni i Sagrada Família, i al desembre la renovada estació de Paral·lel, terminal de la línia.
El segon tram, entre Sagrada Família i la Pau es va inaugurar l'any 1997. El juny de 2002 es va tancar part de la línia 4, entre Selva de Mar i Pep Ventura, per fer obres al tram final de la L4 i passar a formar part de la L2.
Altres actuacions que es van dur a terme en aquesta època van ser el perllongament el 1999 de la línia 4 fins a Trinitat Nova i es va anunciar la creació d'algun tipus de transport entre aquesta estació i Can Cuiàs (posteriorment es definiria com L11). El 2001 la línia 3 s'ampliava amb tres estacions fins a Canyelles, amb les estacions intermèdies de Mundet i Valldaura, donant cobertura a aquests barris i al campus universitari de Mundet.

## Integració tarifària

Primer logotip de TMB.

El 1978 la infraestructura del metro passa a dependre de la Generalitat de Catalunya, substituint al Ministeri d'Obres Públiques del Govern d'Espanya. Un any més tard, fruit de la coordinació del transport públic a Barcelona i de la municipalització de les empreses de transport, FMB i Tramvies de Barcelona reanomenat a Transports de Barcelona van començar a l'explotació conjunta el 1979 sota el nom de Transports Municipals de Barcelona (TMB). Posteriorment va canviar de nom a Transports Metropolitans de Barcelona.
El 1982, durant la inauguració d'un perllongament de la línia 4 del metro de Barcelona, tant l'alcalde de Barcelona (Narcís Serra) com el president de la Generalitat de Catalunya (Jordi Pujol), parlaven de la voluntat de la creació d'una autoritat única per dirigir el destí del metro. Uns defensaven que l'autoritat única fos la Corporació Metropolitana de Barcelona i els altres la Generalitat. Finalment es va optar per la creació d'un consorci que integrés la Generalitat de Catalunya, l'Ajuntament de Barcelona i l'Entitat Metropolitana del Transport.
El 1997 es va crear l'Autoritat del Transport Metropolità (ATM), consorci que integra la Generalitat de Catalunya, l'Ajuntament de Barcelona i l'Entitat Metropolitana del Transport (EMT). Aquesta última, EMT, des del 2011 ha estat substituïda pel govern de l'Àrea Metropolitana de Barcelona. El 2001 l'ATM va posar en marxa la integració tarifària entre els diferents operadors de la xarxa de transports de la Regió Metropolitana de Barcelona.

## Transport per a tothom

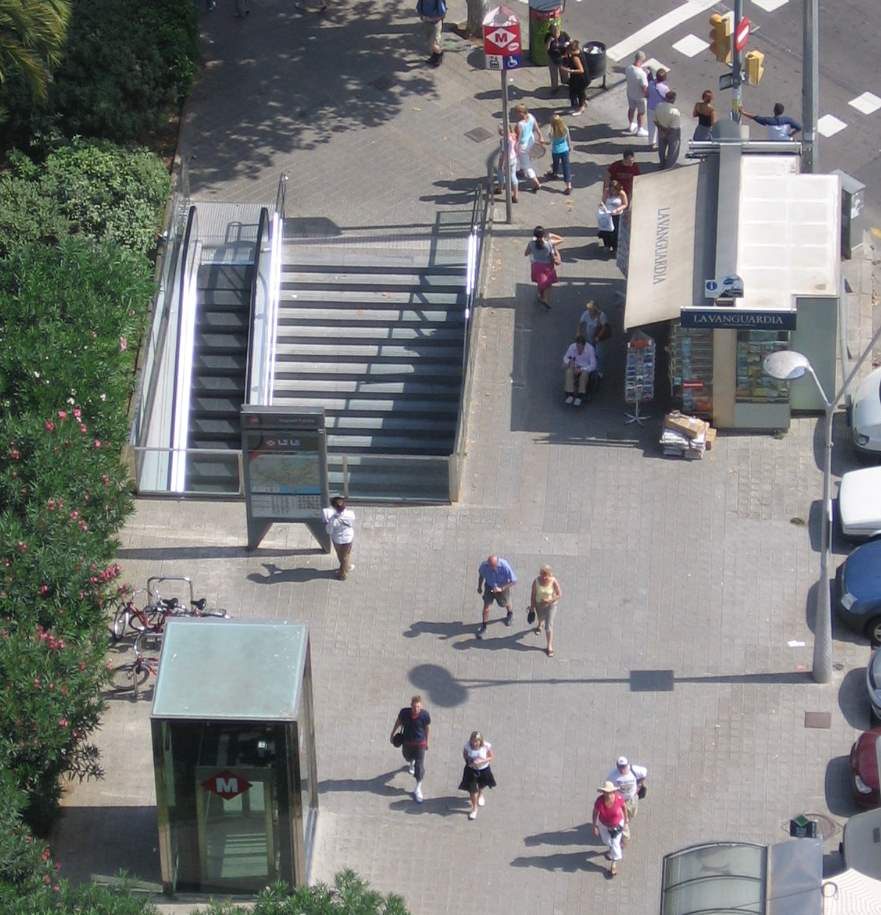
Accés adaptat de la Sagrada Família.

El primer decret que lesgisla sobre l'eliminació de barreres arquitectòniques data del 10 d'abril de 1984, decret 100/84 de la Generalitat de Catalunya. Posteriorment altres lleis ho ampliarien, la llei 20/91, de millora de l'accessibilitat i el decret 135/1995, Codi d'Accessibilitat de Catalunya.
L'estació de Fondo oberta l'any 1992, va ser la primera dotada amb ascensors hidràulics per ser adaptada a persones amb mobilitat reduïda i paviment de textura especial per a invidents. Des de llavors totes les noves estacions estan adaptades a persones amb mobilitat reduïda i algunes línies com la L2, L9/L10 i L11 ho estan totalment.

## Esfondrament del Carmel

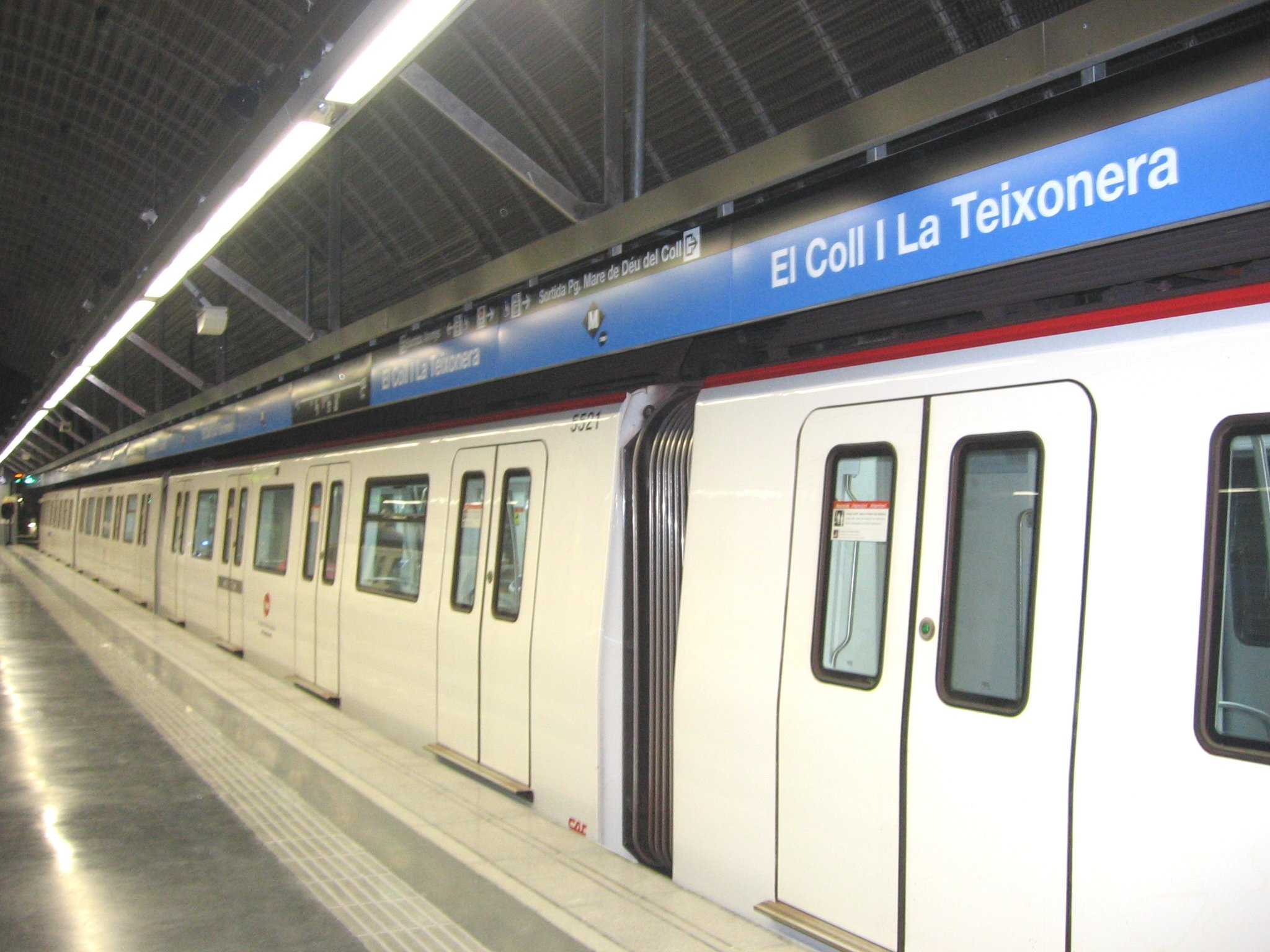
Andana de l'estació el Coll la Teixonera.

Durant l'ampliació de l'estació d'Horta a Vall d'Hebron de la L5 el 25 de gener del 2005 va haver un primer despreniment a les obres en un túnel de maniobres situat al barri del Carmel. Aquest primer esdeveniment va provocar el desallotjament de 1.057 persones de 84 blocs de pisos del voltant del carrer de Calafell de Barcelona. Posteriorment el dia 27 de gener hi va haver el col·lapse principal que va provocar la desaparició del garatge del carrer de Calafell 12 en un esvoranc de 18 metres de diàmetre i 35 de profunditat. Es va enderrocar l'edifici del número 10 que havia quedat molt danyat i més tard tres immobles més.
Com a conseqüència va esclatar una greu crisi política i social. A més, l'esfondrament va provocar l'endarreriment general de totes les obres ferroviàries que s'estaven executant a la ciutat de Barcelona. Es va constituir, per exemple, la plataforma de l'AVE pel litoral per evitar la construcció del túnel de Provença. L'esfondrament va provocar la paral·lització total de les obres de la línia 5. Els projectes van haver de ser revisats i de retruc se'n van veure afectades les obres d'ampliació de la L3 i sobretot de la L9.

## Noves línies L9/L10 i L11

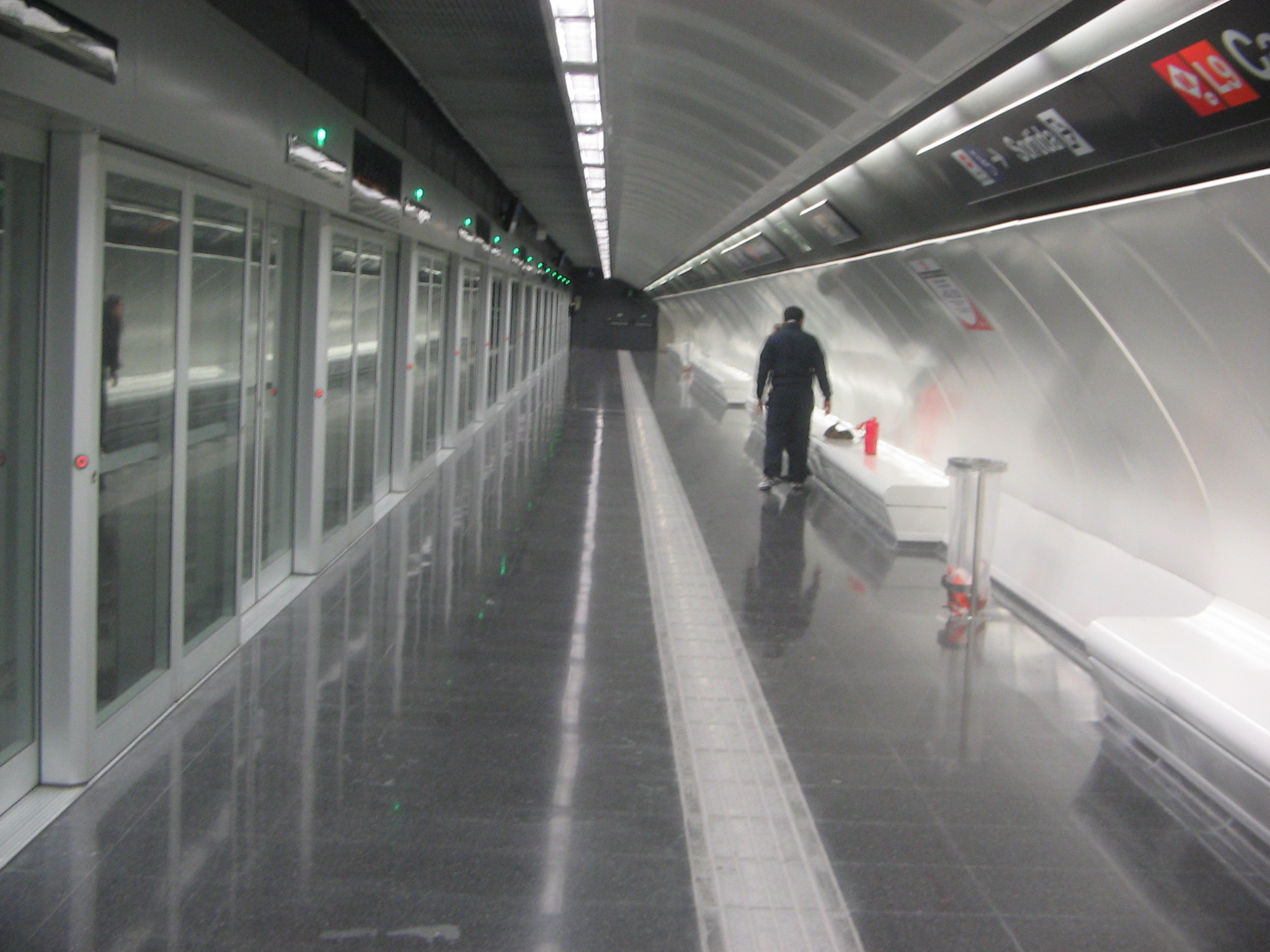
Estació de Can Peixauet de la L9.

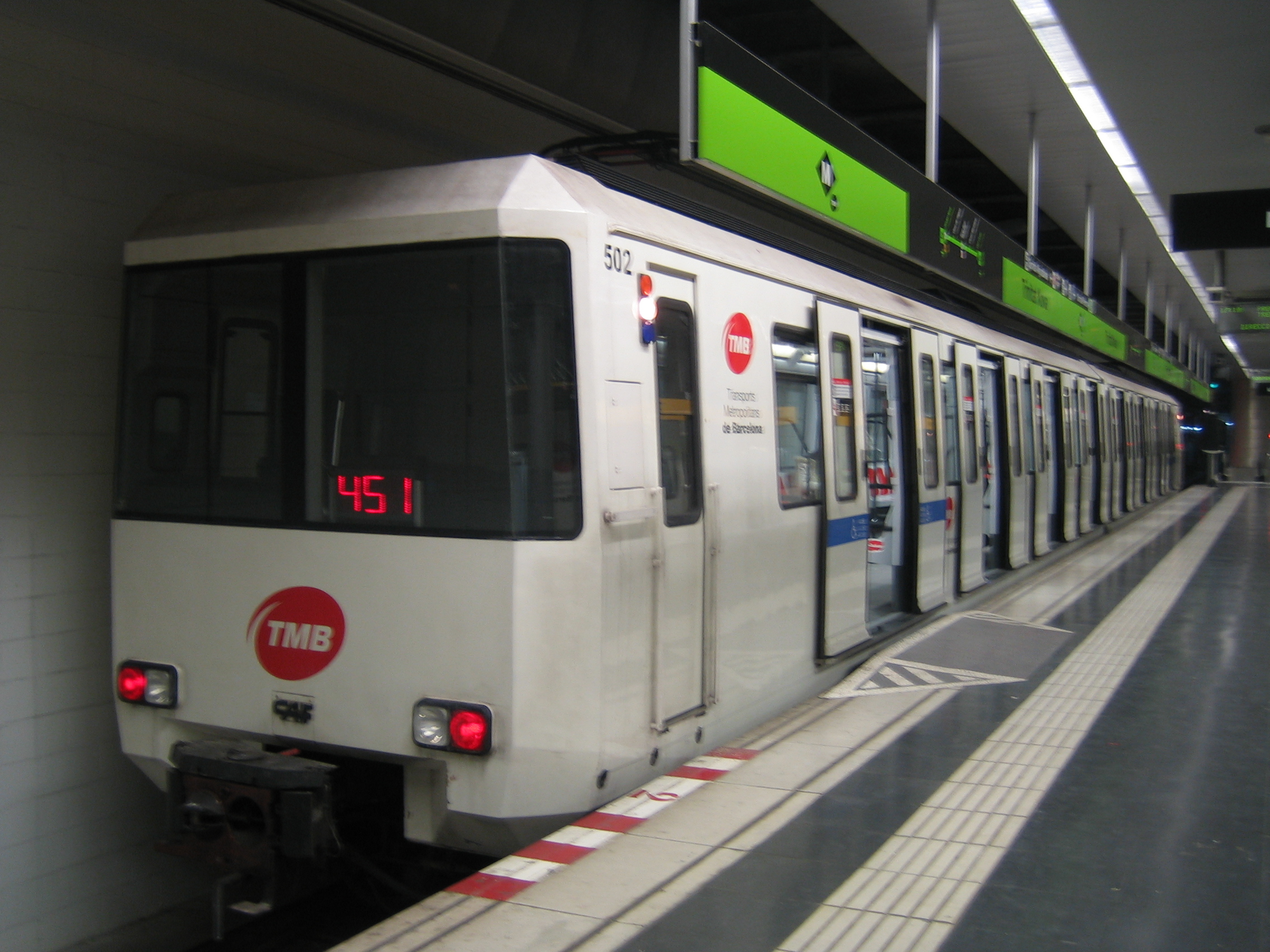
Tren de la sèrie 500 a Trinitat Nova.

Durant la dècada del 2000 s'han inaugurat dues línies que no apareixien als Plans de Metros anteriors. L'any 2001 es van iniciar les obres de la línia 11, amb un pressupost inicial de 48 milions d'euros, que posteriorment van ser de 86 milions. La inversió la va realitzar la Generalitat de Catalunya, el Govern d'Espanya i Fons de la Unió Europea.
A inicis del 2002 es va acabar la construcció del túnel i a mitjans d'any, dos anys més tard de l'inici de les obres, es van acabar les obres i es van iniciar les circulacions dels trens per a fer les proves. El 16 de desembre es va inaugurar la totalitat de la línia. El primer any va tenir una mitjana de 2.900 passatgers al dia. Aquesta va ser la primera del metro de Barcelona amb conducció automàtica, però amb conductors, i es preveia que el 2004 es podrien retirar els conductors per manejar la línia des del Centre de Control de Metro de Barcelona, com a banc de proves de la línia 9. Però l'automatització total no es va produir fins a finals del 2009, després de la L9.
L'altra línia la línia 9 divida en dos serveis L9/L10 va iniciar les obres el setembre de 2003 a Badalona amb un cost inicial previst de 1.947 milions d'euros. Es preveia que el tram IV, entre Can Zam, Gorg i la Sagrera (Sagrera-Meridiana en el projecte constructiu), entraria en funcionament el 2004 i la resta de la línia el 2007. El 2004 el pressupost ja pujava a 3.000 milions i l'entrada de funcionament del tram IV passava al 2006.
L'any 2004 s'havia iniciat les obres a la majoria d'estacions dels ramals de Santa Coloma i Badalona i a les estacions de Bon Pastor i Onze de Setembre, mentre que a la resta s'iniciaven treballs previs. Es va adjudicar al març el tram de l'aeroport i les obres a l'estació de la Sagrera (Sagrera-Meridiana al projecte constructiu). Mentrestant els ramals de l'aeroport i la Zona Franca no estaven del tot concretats, a l'espera de si trens d'alta velocitat farien parada al Prat de Llobregat.
La L9/L10 ha de connectar Barcelona, Badalona, l'Hospitalet, el Prat i Santa Coloma, i és la inversió més important del PDI, ja que està construïda per ser totalment automàtica i serà la línia més llarg del suburbà barceloní.
El 13 de desembre del 2009 es va posar en funcionament el primer servei entre Can Zam i Can Peixauet i el dia 18 d'abril del 2010 es va fer la inauguració del tram de la L10 entre Bon Pastor i Gorg a Badalona, conjuntament amb el perllongament de la L9 de Can Peixauet a Bon Pastor, i posteriorment es va ampliar amb dues estacions fins a la Sagrera. El 2011, 19 de setembre, es va inaugurar Santa Rosa. Està previst que el 2016 es posin en servei el ramal de l'aeroport (L9) fins a Zona Universitària i el ramal de la Zona Franca (L10) com a ramal tècnic, ja que les cotxeres hi estan ubicades i es preveu la seva obertura comercial posteriorment.

## Automatització

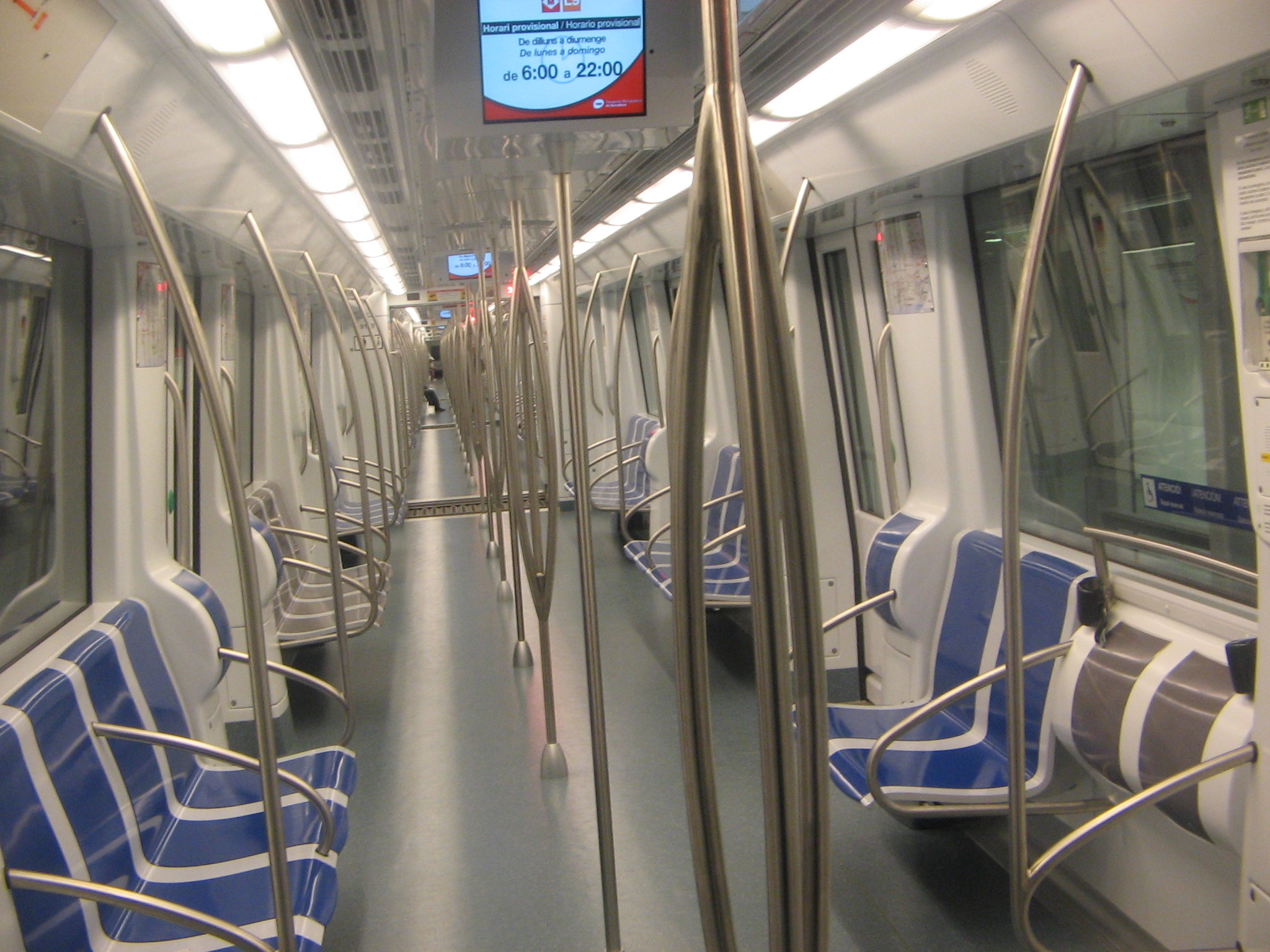
Interior d'un tren de la L9, sèrie 9000.

Amb la posada en funcionament de la L9 el 13 de desembre del 2009, ha començat a funcionar en servei comercial els primers trens automàtics sense conductor d'Espanya i de la península Ibèrica. Tres dies més tard, el 16 de desembre, els trens de la línia 11 han començat a funcionar de forma automàtica, de moment, entre les estacions de Can Cuiàs i Casa de l'Aigua, i en el tram entre Casa de l'Aigua i Trinitat Nova es continuarà operant amb sistema convencional, fins que es completi la instal·lació del sistema de detecció d'intrusions a la via, ja que a Trinitat Nova no hi ha màmpara a les andanes en ser compartida amb la L4. Per fer-ho possible el juliol i agost del mateix any la L11 havia estat en obres per la instal·lació de mampares a les andanes i la cubertura d'una de les seves estacions per poder adaptar les estacions a la conducció automàtica dels trens.
Els trens es controlen des del Centre de Control de Metro de Barcelona de la Sagrera, que va ampliar el doble la seva superfície per adaptar-se al control de les línies automàtiques. Tot i això no és la primera vegada que circulen trens automàtics sense conductor al metro de Barcelona.
En el tram la Sagrera i Vilapicina (LII posteriorment LV) a partir del 28 de gener de 1961 van començar a circular trens amb un sistema de conducció automàtica, que ja s'havia provat el mes de gener de l'any 1960. Els trens funcionaven automàticament mitjançant contactes per cèl·lules fotoelèctriques. Aquest sistema fou desenvolupat pels mateixos serveis tècnics del Metro de Barcelona i va constituir la primera aplicació mundial d'un sistema automàtic de conducció de trens en una línia de ferrocarril metropolità, el 1972, però es va començar a utilitzar un altre sistema.
En altres xarxes s'havien dut a terme experiències similars en ramals de curta longitud i amb un sol cotxe en circulació, com a Nova York i París. Aquest sistema es va utilitzar durant set anys fins que les línies II i V es van integrar.